# Drosophila cubicivittata
Drosophila cubicivittata este o specie de muște din genul Drosophila, familia Drosophilidae, descrisă de Toyohi Okada în anul 1966.
Este endemică în Nepal. Conform Catalogue of Life specia Drosophila cubicivittata nu are subspecii cunoscute.